# Thylakogaster namibiensis
Thylakogaster namibiensis is een pissebed uit de familie Haplomunnidae. De wetenschappelijke naam van de soort is voor het eerst geldig gepubliceerd in 2009 door Nils Brenke & Buschmann.